# 徐學謨
徐學謨（1522年11月23日—1594年1月22日），原名徐学诗，字子言，改字叔明，號太室山人，直隸嘉定縣（今属上海市嘉定區）人，明朝政治人物。嘉靖庚戌進士，官至禮部尚書。

## 生平
嘉靖二十二年（1543年）癸卯應天府乡试第二十八名举人，嘉靖二十九年（1550年）庚戌科会试第一百九十四名，二甲三十三名进士。授兵部职方司主事，三十年九月改吏部主事，改稽勋司。历礼部主事，升员外郎、精膳司郎中。后外放荆州府知府。景王朱載圳封于德安，欲强占肥沃土地，学谟以不合定制拒绝，结果被景王弹劾，世宗下诏逮问。御史以实情上陈，减罪去官归里。
穆宗即位，起为南阳府知府，隆慶二年（1568年）正月升湖广按察使司副使，分巡襄阳。辽王遭“异谋”之诬，学谟为其申辩，又被弹劾回籍。五年十二月以原任敘用。
神宗即位，隆慶六年十一月補湖廣副使，兼管屯田水利。万历元年（1573年）三月升江西左参政，九月升湖广按察使，二年正月升本省右布政使，三年六月进左布政，四年六月升右副都御史、撫治鄖阳，六年张居正父亲去世，前往荆州会葬，不久，入京为刑部右侍郎，八年（1580年）四月进左侍郎，十二月升礼部尚书，万历十一年（1583年）九月加太子少保，次月被論致仕归乡，于演武场（今嘉定体育场址）西南建归有园。万历二十一年（1593年）十二月卒，年七十二。

## 家族
曾祖徐傑。祖父徐經。父徐甫。母陳氏。具庆下。兄徐學禮。